# ویلیام مورتون
 ویلیام مورتون (انگلیسی: William T. G. Morton؛ ۹ اوت ۱۸۱۹ – ۱۵ ژوئیهٔ ۱۸۶۸) یک دندان‌پزشک اهل ایالات متحده آمریکا بود. وی اولین مخترع بیهوشی عمومی با استفاده از گاز اتر بود.1846 میلادی